# The Giant Claw
The Giant Claw este un film SF american din 1957 regizat de Fred F. Sears. În rolurile principale joacă actorii Mara Corday, Edgar Barrier, Clark Howat.